# ネトフェン
ネトフェン (ドイツ語: Netphen ドイツ語発音: [ˈnɛtf̩n] ( 音声ファイル)) は、ドイツ連邦共和国ノルトライン＝ヴェストファーレン州アルンスベルク行政管区のジーゲン＝ヴィトゲンシュタイン郡に属す中規模都市である。

## 地理

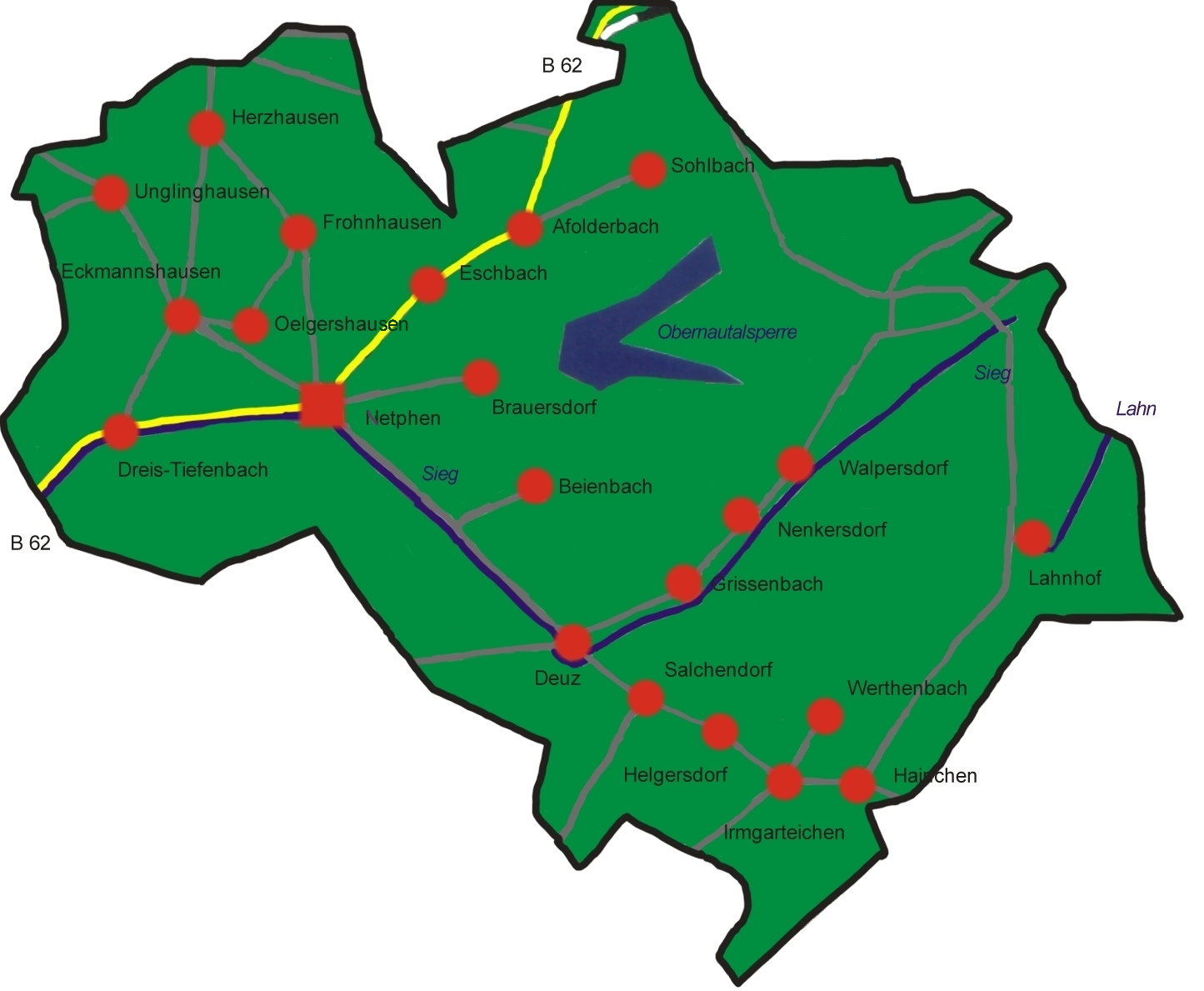
ネトフェンの市区図

ネトフェンは、ロタール山地南西のジーガーラントに位置しており、北東の市境はヴィトゲンシュタイナー・ラントに接する。ネトフェンの中核市区は、ジーゲン内市街から北東に約 6.5 km の距離にある（直線距離）。市域には数多くの尾根や谷がある。いくつかの市区はザウアーラント＝ロタール山地自然公園の南部に位置している。

### 水域
ネトフェンをジーク川が流れている。市内を流れる大きな川は、ヴェルテンバッハ川、その支流のガイアースグルントバッハ川、ネトフェ川、オーベルナウ川（同名のオーベルナウタール堰で堰止め湖を形成する）、ドライバッハ川がある。オーベルナウタール堰は、ヒルヒェンバッハ近郊のブライテンバッハタール堰に次ぐ、ジーゲン＝ヴィトゲンシュタイン水利同盟が運営する第2の堰止め湖であり、同時に近郊保養地でもある。ネトフェン市内には、ジーク川の水源（ヴァルパースドルフの北東）、ラーンホーフ近郊のラーン川の水源、ジーク川水源から数km北西のエーダー川水源がある。
- ジーク川の水源
- ラーン川の水源
- エーダー川の水源

### 山
ネトフェンの市域の大部分が、ロタール山地またはジーガーラントからロタール山地へ続く丘陵地である。市内の最も高い山は、海抜675.9 m のオーベルステ・ヘンおよびヤークトベルクである。ネトフェン地方の高い山のほとんどはアイゼン通りの左右にある。この他のネトフェンの特筆すべき山としては、ゼーラー、ハーフェンハイン、アルテ・ベルク（同名の土塁施設がある）、ハイネンベルクがある。

### 隣接する市町村
ネトフェンは、北はヒルヒェンバッハ、北東はエルンテブリュック、東はバート・ラースフェ、南東はディーツヘルツタール、南はハイガーおよびヴィルンスドルフ、南西から西はジーゲン、北西はクロイツタールと境を接している。ディーツヘルツタールとハイガーはヘッセン州ラーン＝ディル郡、他はジーゲン＝ヴィトゲンシュタイン郡に属す。

### 市の構成

#### 市区
ネトフェンは21地区で構成されている。その一部は、旧アムト・ネトフェンの一部であった。
| - アフホルダーバッハ - バイエンバッハ - ブラウアースドルフ（ブラウアースドルフ、ナウホルツ、オーベルナウを含む） - ドイツ - ドライス＝ティーフェンバッハ - エックマンスハウゼン - エッシェンバッハ | - フローンハウゼン - グリッセンバッハ - ハインヒェン - ヘルガースドルフ - ヘルツハウゼン - イルムガルトアイヒェン - ネンカースドルフ | - ネトフェン（ニーダーネトフェン、オーバーネトフェンを含む） - エルガースハウゼン - ザルヒェンドルフ - ゾールバッハ - ウングリングハウゼン - ヴァルパースドルフ - ヴェルテンバッハ |

#### ネトフェン中核市区
ネトフェン中核市区は、ネトフェン最大の市区である。高度約 283 m、ニーダーネトフェン地域とオーバーネトフェン地域が約 10.66 km2 に集まっている。人口は 6,104人（2013年12月31日現在）である。
ネトフェンには、オーバーネトフェンとニーダーネトフェンの2つのキャンパスを持つネトフェン基礎課程学校、実科学校 1校、ギムナジウム 1校、市庁舎、屋外・屋内プールを含むネトフェンレジャーパークおよびスケートリンクがある。
見所としては、福音主義のマルティーニ教会、福音主義・カトリック共同の聖ペータース礼拝堂、カトリックの聖マルティン教区教会、カトリックのクロイツベルク礼拝堂などがある。

### 気候
ネトフェンの気候は、高度によって大きく異なっている。山にはまだ雪が残っているにもかかわらず、市の中心部では春を謳歌することが珍しくない。高度が上がるにつれ、気温は急激に低下する。これは特に冬に顕著である。山と谷とでは（高度差約 400 m）、気温が 5 - 6 ℃変動する。逆転層が発生した場合には、気温はしばしば -15 ℃に達する。積雪量は、高度によって、谷では 20 - 30 cm、山では 70 cm 程まで変化する。
メテオメディア AG は、ネトフェンに完全自動化の測候所を設けている。快晴で無風の夜には夏でも寒さを感じることがある。冷気が溜まりやすい盆地では、気温が 0 ℃近くにまで冷え込む場合がある。メテオメディアが作成する朝の最低気温に基づく寒冷地のランキングリストにネトフェンはたびたび登場する。しかし日中は通常通り暖かくなり、25 ℃に達する。夏の盛りには、気温は 30 ℃前後になる。年間降水量は、市街地で約 900 mm、ホーエンロート営林署付近では 1,350 mm 程であり、農業を著しく困難にしている。

## 歴史
集落跡からラ＝テーヌ時代の考古学的出土品が発掘されていることから、ここが紀元前500年頃の古い入植地であることが示された。中世の、ネトフェン周辺地域の最初の文献記録は11世紀にまで遡る。かつてのジーゲン郡の大部分がそうであったように、ナッサウ侯家がネトフェンの領主として記されている。1215年にハイン家がハインヒェン城を建設した。
1239年のナッサウ伯ハインリヒ2世（裕福伯）は封臣のフリードリヒ・フォン・ハインの請願によりネトフェン教会区の収入をプレモントレ修道会ケッペル女子修道院に移譲した。ニーダーネトフェン集落は1439年に初めて文献に記録された。
1590年7月28日に、落雷によってネトフェンの教会塔が破壊された。
ジーガーラント北東部（ネトファーラント）、特にイルムガルタイヒェン周辺の名付け親は、ナッサウ＝ジーゲン伯ヨハン7世で、その遺言により1621年にこの地域は長男のヨハン8世（1583年 - 1638年）のものとなった。1635年から1637年までペストがこの地を襲った。1643年5月3日、盗賊団のネトフェン襲撃の記録が提出されている。この襲撃で集落は略奪され、大部分が破壊された。1742年にネトフェンは、他のラーン川北岸地域がそうであったように、オラニエ家出身のディーツ侯でオランダ総督のヴィルヘルム・カール・フリゾ・フォン・オラニエのものとなった。これにより、ナッサウ＝ジーゲン侯領はオランダの一部となった。
ナポレオンはドイツに新たな領邦ベルク大公国を創設し、ジーガーラントに変革をもたらした。しかし1813年に元に戻され、ネトフェンは再びオラニエ家の所領となった。1815年にオラニエ家はドイツ部分の所領を放棄し、ネトフェンは1816年にプロイセン王国領となった。
1969年1月1日、自治体新設に伴いネトフェンが成立した。1997年6月30日に市の人口が25,000人を超えた。2000年1月1日、ネトフェンは公式に市となり、中規模郡都市に格付けられた。
2014年8月15日から17日まで、パレードを伴うネトフェン775年祭が開催された。この祭典には約4万人が訪れた。

## 住民

### 宗教
ネトフェンには、全体としてローマ＝カトリック信者と福音主義信者（改革派およびルター派）がほぼ同数おり、その比率は地区それぞれで異なっている。この他に市にはいくつかの自由教会がある: ドライス＝ティーフェンバッハ・キリスト教会議、自由福音主義教会ネトフェン、ドイツ地区教団

### 人口推移
ネトフェン町およびネトフェン市の人口推移
| 年   | 人口（人） |
| ---- | ---------- |
| 1969 | 19,695     |
| 1970 | 20,435     |
| 1971 | 20,847     |
| 1972 | 20,902     |
| 1973 | 21,353     |
| 1974 | 21,573     |
| 1975 | 21,630     |
| 1976 | 21,649     |
| 1977 | 21,632     |
| 1978 | 21,683     |

| 年   | 人口（人） |
| ---- | ---------- |
| 1979 | 22,035     |
| 1980 | 22,437     |
| 1981 | 22,414     |
| 1982 | 22,594     |
| 1983 | 22,619     |
| 1984 | 22,498     |
| 1985 | 22,564     |
| 1986 | 22,627     |
| 1987 | 22,048     |
| 1988 | 22,257     |

| 年   | 人口（人） |
| ---- | ---------- |
| 1989 | 22,758     |
| 1990 | 23,293     |
| 1991 | 23,792     |
| 1992 | 24,146     |
| 1993 | 24,319     |
| 1994 | 24,588     |
| 1995 | 24,897     |
| 1996 | 24,943     |
| 1997 | 25,106     |
| 1998 | 25,027     |

| 年   | 人口（人） |
| ---- | ---------- |
| 1999 | 25,048     |
| 2000 | 25,034     |
| 2001 | 25,038     |
| 2002 | 25,078     |
| 2003 | 25,117     |
| 2004 | 24,855     |
| 2005 | 24,679     |
| 2006 | 24,568     |
| 2007 | 24,500     |
| 2008 | 24,349     |

| 年   | 人口（人） |
| ---- | ---------- |
| 2009 | 24,234     |
| 2010 | 24,101     |
| 2011 | 23,961     |
| 2012 | 23,844     |
| 2013 | 23,051     |

## 行政

### 市議会
ネトフェンの市議会は 34議席で構成されている。

### 首長
- 1969年 - 1989年　ゲルハルト・ヨーゼフ・ツィンマーマン (CDU)
- 1989年 - 1994年　ヘルムート・ブットラー (SPD)
- 1994年 - 2009年　リューディガー・バルチュ
- 2009年 - 　パウル・ヴァーゲナー（無所属）2015年の市長選挙では 59.3 % の票を獲得して再選された[10]。

### 紋章
図柄: 青地と金地に上下二分割。上部は7つの金の小長方形が散らされた中に、直立し、赤い爪と舌で威嚇する金の獅子。下部は、跳躍する赤い舌を出した黒いイノシシ。
上部はナッサウの獅子である。跳躍するイノシシは現存する最も古い1467年のジーガーラントの裁判印から採られた。このネトフェンのシンボルは、イノシシが神々への供物として献げられた異教の当時祭にその起源を持つ。ネトフェン市の、この紋章の使用は1937年8月17日にヴェストファーレン州長官によって認可された。

### 姉妹都市
- ジャガン（ポーランド、ルブシュ県）1995年

協力関係
- キエヴィー（フランス語版、英語版）（フランス、ノール県）
- Vrchlaby（チェコ）

## 文化と見所

### 建築と見所

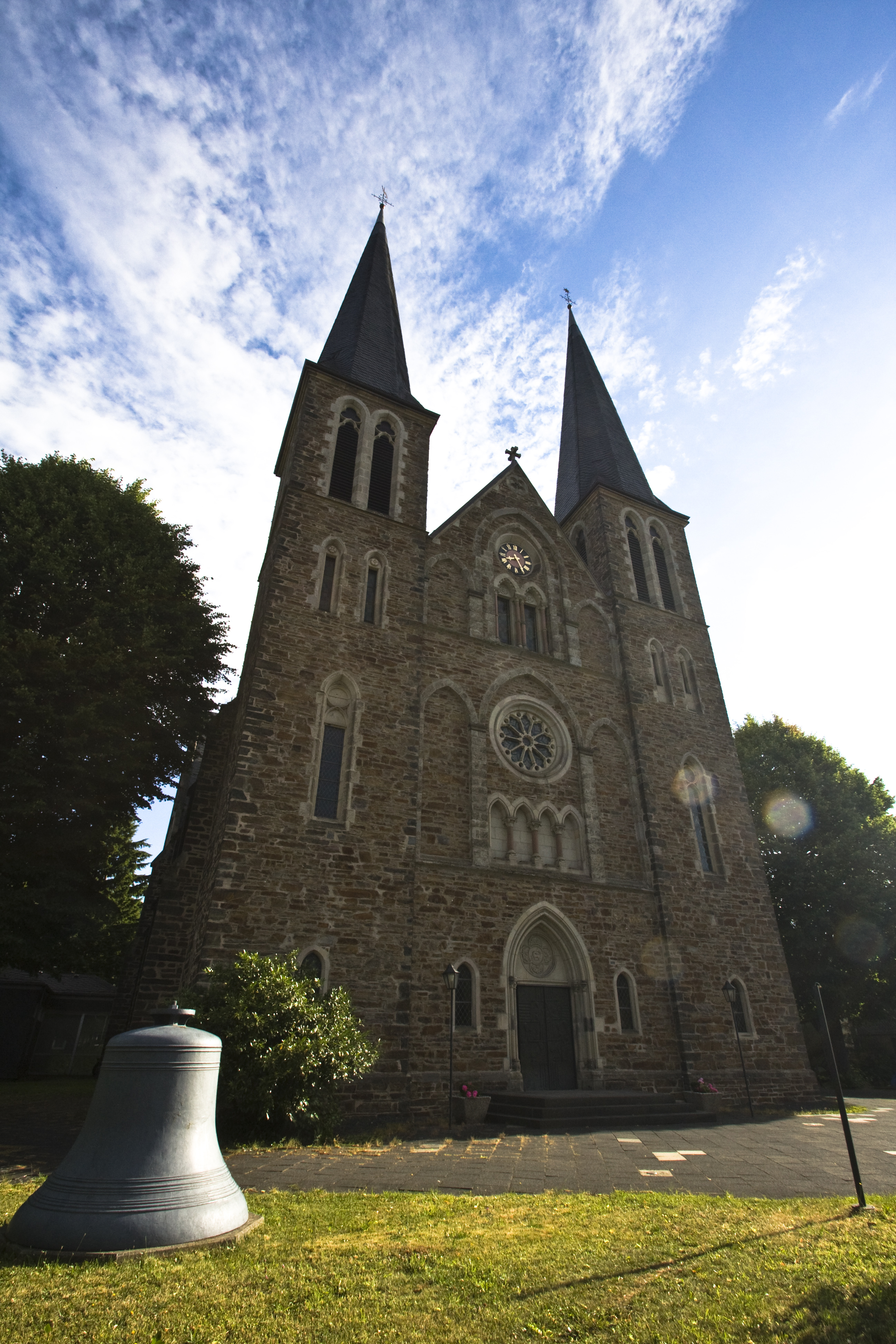
聖マルティン教会

- 郷土博物館 
 1996年から郷土博物館には先史時代・古代の出土品を含む大規模な展示室が存在している。その重点は、革なめし、炭焼き、共有林における林業、放牧、養蜂業といったネトファーラントの伝統的な経済である。同じ建物に文化・観光ビューロも入居している。
- マルティーニ教会 
 福音主義のマルティーニ教会は13世紀のハレンキルヒェである。夕暮れや夜間にはロマネスク様式の教会塔（ドイツ語版、英語版）がライトアップされる。1651年12月11日にジーゲンで締結された宗教協定に基づき、ネトフェンのマルティーニ教会はカトリック教会と福音主義教会が共同で利用されていた。この状態は、1895年11月11日にカトリックの聖マルティン教会が完成したことで解消された[12]。カトリックの聖マルティン教会は、化粧漆喰を施していない荒石造りのネオゴシック建築である。
- オーベルナウタール堰 
 オーベルナウタール堰は容量1500万 m3 のジーガーラント最大の飲料水貯水池である。貯水池を完全に囲む全長 9.6 km の作業用道路は散策に好適である。紀元前500年頃、ラ＝テーヌ時代の避難城砦（ドイツ語版、英語版）兼宗教施設のアルテン・ブルク (633 m) がこれを睥睨している。毎年12月31日にここで市民レースが開催される。
- 水城ハイヒェン城 
 ハイヒェン地区には復元された水城ハイヒェン城がある。
- ネンカースドルフ水車 
 この水車の歴史は12世紀にまで遡る。この水車は14世紀までハイヒェン城主のものであった。当時の城主がこの水車を小作人に贈与した。これ以後この水車は5世代にわたってヴェーバー家の所有であった。郡内に類例を見ないこの水車は上位射水式水車で、3つの粉挽き機を備えている。それぞれ2つの挽き臼と穀物袋を持ち上げるための巻き上げ機が水力によって稼働する。
- ヴァルパースドルフ炭焼き窯 
 木炭を製造するためのこの炭焼きは、鉄の精錬を背景にジーガーラントで長い伝統を有している。ヴァルパースドルフにはジーガーラントで唯一現在も稼働している炭焼き窯がある。炭焼きされているのは、オーク、シラカバ、ブナの木材である。4 トンの木材から約 1 トンの木炭が作られる。
- エーダーコプフ送信塔 
 エーダーコプフ送信所の高さ161 m のコンクリート製の塔もネトフェンの市域内にある。
- 戦争記念碑 
 ネトフェンにはさらに、1935年1月20日にプロイセンのアウグスト・ヴィルヘルム王子によって除幕された戦争記念碑がある。

- オーベルナウタール堰
- ハイヒェン城
- ネンカースドルフ水車
- エーダーコプフ送信塔

### スポーツ
- SV ネトフェン 
 サッカークラブの SV ネトフェンは、この街で最も長い伝統を有しており、かつてはシニアサッカー、ジュニアサッカーで成功したクラブである[13]。
- SV ネトフェン - ホッケー部門 
 SV ネトフェンのホッケー部門は、ジーゲン＝ヴィトゲンシュタイン郡で唯一、フィールドホッケーにもインドアホッケーにも参加する。
- TVE ネトフェン 
 体操クラブ TVE ネトフェンは、1600人以上の会員を有する、ネトフェンで最も大きく、最も古いクラブの1つである[14]。
- EHC ネトフェン '08 
 EHC ネトフェン '08 は、EC ジーガーラントと当時の EHC ネトフェンの後継として創設された。男子チームは、2011年/12年シーズンを、3番目のリーグであるアイスホッケー＝オーバーリーガでプレイした。1b-チームは、ノルトライン＝ヴェストファーレン州のベツィルクスリーガに参加した。このクラブの本拠地は、ネトフェンのシュポルトパルク・ジーガーラントである[15]。
- アイスフリッツァー・ネトフェン e.V. 
 ジーガーラントで唯一の女子アイスホッケー・クラブである。1984年から2014年までネトフェンで女子アイスホッケーのリーグ戦が行われていた。女性たちは、初めは TEG ネトフェンのアイスホッケー部門に参加していたが、1986年にアイスフリッツァー・ネトフェン e.V. という名称で独立したクラブとなった[16]。
- アイススポーツ協会ジーガーラント e.V. (EGS) 
 1983年に設立されたフィギュアスケートとアイスダンスのクラブである。ここでは子供、青年、成人がアイススケートを学ぶことができる。高度な競技スポーツも奨励されている。ザスキア・シュテーラーとそのパートナーのスヴェン・アウトルゼンによってEGSは1990年にアイスダンスのドイツチャンピオンとなった。ドイツ全土で人気のアイスダンスとフィギュアスケートのカップ戦であるディルダッペン杯とクレンヒェン杯が毎年開催されている[17]。
- フライツァイトパーク 
 フライツァイトパークには、屋内テニス場、スケートリンク、屋内プールがある。屋内テニス場とスケートリンクは1976年10月に完成し、1977年5月14日に屋内プールとともに公開された。屋外プールはこれよりやや遅れてオープンした[18]。

## 経済と社会資本

### 地元企業
- ヴァルツェン・イルレ工場 GmbH 
 ヴァルツェン・イルレ GmbH は、圧延工場である。この伝統的な企業は、180年を超える社史を有しており、冷間圧延による製造を行ったドイツで最初の企業である。現在ヴァルツェン・イルレは、イルレ・グループに属しており、イルレ＝ドイツ GmbH の 100 % 子会社である[19]。
- ドイツ・テレコム AG 
 ドイツ・テレコムは1997年、ネトフェンのドライス＝ティーフェンバッハ市区に支社を開設した。この建物内には当初、ジーゲン技術支部、ヴッパータール/ハーゲン顧客サービス支所の一部、T-オンライン（ドイツ語版、英語版）の技術コールセンターが入居している。建物の一部は他の企業に賃貸しされている。たとえば2012年春以降、州の道路建設局南ヴェストファーレン管区支部がこの建物に入居している。この建物はストラバッグ（ドイツ語版、英語版）によって管理されている。
- フレンダー＝フルックス 
 フレンダー＝フルックスは、主に金属屋根システムを製造する、250年の社史を有するドイツ市区にある伝統的な企業である。
- ゲルベライ・ユングスト 
 ゲルベライ・ユングスト（ユングスト革なめし工場）は1897年設立のファミリー企業である。業種および製品は、皮のなめし、剥製のための下処理、皮革製品である。
- ドイツァー機械工場ハイツェ GmbH & Co. 
 この会社は1939年5月1日に設立された。
- ボンバルディア・トランスポーテーション 
 ドライス＝ティーフェンバッハ市区に、ボンバルディア・トランスポーテーションの工場があり、鉄道車輌の台車が製造されている。
- ジーガーラント鉄製品・板金製品工場 
 ネトフェンには、容器や器具を製造する工場がある。

### 交通

世界初のガソリン駆動の乗り合いバス

市内を南西から北東に走る B62号線でこの街に到着することができる。ドライス＝ティーフェンバッハ市区にはジーゲン都市アウトバーンへのインターチェンジがある。
貨物交通には、かつてイルムガルタイヒェンからジーゲン＝ヴァイデナウまでを結ぶ軽便鉄道ヴァイデナウ - ヴァイデナウ線があった。この鉄道路線は2004年に廃止された。現在は、ヴァルツェン・イルレの工場間を結ぶ引き込み線として運用されている。このほかに、公共旅客交通は、VGWS の路線バスがある。鉄道クロイツタール - ケルベ線が、短い区間だけであるが、市内北西部を通っている。ただし、市内に駅はない。
ネトフェンによれば、1895年3月18日にネトフェンの乗合バス会社が、世界初のガソリン駆動による乗合バスを開業した。国際航空路については、ネトフェンの南西に位置するブールバッハのジーガーラント空港を利用する。

## 人物

### 出身者
- パウル・ショイアープフルーク（1896年 - 1945年）第二次世界大戦時のドイツ軍司令官、最終階級は中将。
- クラウス＝ペーター・ターラー（ドイツ語版、英語版）（1949年 - ）自転車競技選手

## 関連図書
- Michael Baales, Ingrid Koch: Letzte Jäger und Sammler Südwestfalens – das Spätmesolithikum von Netphen. In: Archäologie in Westfalen-Lippe (2009), S. 27–30.
- Katholische und Evangelische Kirchengemeinden (Hg.): 750 Jahre Kirche in Netphen, Netphen 1989.
- Frank Thomas: Der mesolithische Oberflächenfundplatz auf dem Wittig bei Netphen, Kreis Siegen-Wittgenstein. In: Ausgrabungen und Funde in Westfalen-Lippe, 4/1986 (1987), S. 1–32.
- Alexander Wollschläger: Netphen. Bilder einer neuen Stadt, Netphen 2000, ISBN 3-923483-34-1.

これらの文献は、翻訳元であるドイツ語版の参考文献として挙げられていたものであり、日本語版作成に際し直接参照してはおりません。